# Astronia beccariana
Astronia beccariana är en tvåhjärtbladig växtart som beskrevs av Célestin Alfred Cogniaux. Astronia beccariana ingår i släktet Astronia och familjen Melastomataceae. Inga underarter finns listade i Catalogue of Life.